# Produktionsfahrer (Filmberuf)
Ein Produktionsfahrer ist ein Berufsfahrer bzw. Chauffeur, der hauptsächlich zur Personenbeförderung bei Filmproduktionen engagiert wird.

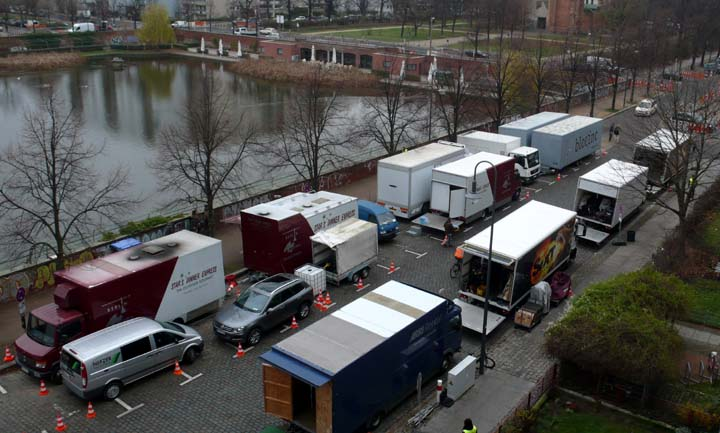
Carpark bei einer Filmproduktion, Berlin

## Aufgaben
Die Aufgabe von Produktionsfahrern besteht in der Personenbeförderung von Mitgliedern des Filmteams, von Stars, Regisseuren etc. sowie von Gästen von und zu den für die Produktion im weitesten Sinne relevanten Orte.
Außerdem werden Produktionsfahrer als „verlängerter Arm“ der Aufnahmeleitung und somit der gesamten Produktion eingesetzt. Filmstars haben gelegentlich Fahrer, die ausschließlich für sie zuständig sind.
Produktionsbedingte Einkäufe, Equipmentfahrten, Reparaturfahrten, Fahrten zum Beschaffen von Drehmaterial und kleinere, von der Aufnahmeleitung zugewiesene, organisatorische Aufträge gehören ebenfalls zu den üblichen Aufgaben.
In der Regel werden Produktionsfahrer mit einer Handkasse ausgestattet, um die Einkäufe und die sonstigen Verbrauchskosten, wie  Fahrzeugkosten, Parkgebühren u. ä. zu begleichen.

## Rechtliche Grundlagen
In Deutschland unterliegt nach § 1 Personenbeförderungsgesetz die entgeltliche oder geschäftsmäßige Beförderung von Personen u. a. mit Kraftfahrzeugen der Genehmigung. Verbindlich sind ebenfalls die landesüblichen Verordnungen über die Lenk- und Ruhezeiten.
Die Arbeitszeit ist in Deutschland durch Tarifverträge auf 10–12 Stunden begrenzt. In der Regel gilt  § 5, Satz 1, des Arbeitszeitgesetzes.

## Transportation Manager
Bei großen Film- oder TV-Produktionen gibt es neben dem Set-Aufnahmeleiter einen Transportation Manager oder umgangssprachlich Car Captain, der sämtliche Fahrten koordiniert. Zu den Aufgaben eines Transportmanagers gehört u. a. die technische Überwachung des Fuhrparks, regelmäßige Inspektion der Fahrzeuge, Veranlassung von Reparaturen oder Überholung, Kontrolle der Fahrer in Bezug auf Fahrerlaubnis und Qualifikationen, Überwachung des Ladegewichts u. Ä.